# Отечество

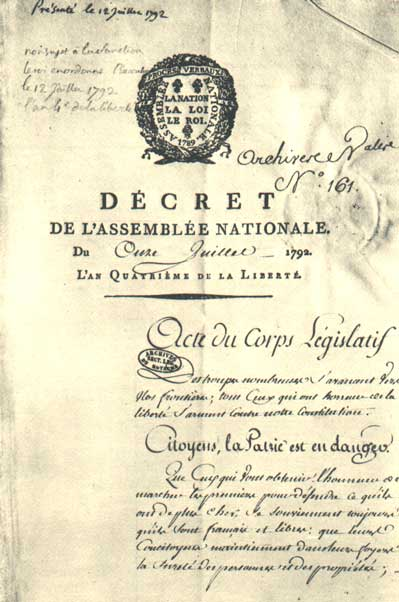
«Отечество в опасности!» — декрет Национального собрания (Великая французская революция, 1792 год).

Оте́чество, отчи́зна — родная страна.
Понятие отечество, отчизна обозначает страну предков (отцов) человека, а также часто имеет эмоциональный подтекст, подразумевающий, что некоторые испытывают к отечеству особое чувство, которое сочетает любовь и чувство долга — патриотизм. При этом страна предков может уже и не существовать: например некоторые считают своим отечеством распавшийся СССР.

## Этимология и история понятия
Понятие «отечество», «отчизна» (от отец) широко распространено в индоевропейских языках: русское слово семантически соответствует словам во многих других славянских языках (пол. ojczyzna, укр. вітчизна и др.), лат. patria (откуда патриотизм) и родственным романским словам, а также англ. fatherland и нем. Vaterland. В ряде языков существуют также несколько отличающиеся синонимы, производные от слова «мать» (англ. motherland) и со значением «родные, свои места» (русское Родина, англ. Homeland, нем. Heimat, швед. fosterland(et) и т. д.).
Слово отечество в древнерусском и средне-великорусском языке до XVII века значило не только «страна отцов», но также «род»; «избранная страна»; и «наследственные, родовые права». Так же именовался один из изводов иконописного изображения Троицы Новозаветной (где Бог-Сын изображён в виде отрока на коленях Отца); того же происхождения слово отчество. Слово отчизна того же происхождения, но более позднее; по Срезневскому его терминологизация также завершилась к XVII веку.
По наблюдениям В. В. Виноградова, слово «отечество» имело особенно «острый общественно-политический и притом революционный смысл» в поколении декабристов и Пушкина, в то время как слово «родина» в эту эпоху было нейтральным. Подобный оттенок возник под влиянием Французской революции (где «патриот» фактически значило «революционер»), поэтому ещё в 1797 году Павел I приказал изъять из языка слово «отечество» и заменить на слово «государство» (вместе со словами гражданин, общество и т. п.)
Несколько позже, наоборот, уже слово «родина» попало в разряд нежелательных, при этом воевали «за Царя и Отечество». А в СССР до начала войны с Германией было снова полу-запрещено «Отечество», чтобы исключить напоминание о царе. Ситуация изменилась после речи И. В. Сталина 3 июля 1941 года, когда оба понятия стали использоваться наравне.
В нацистскую эпоху слово Vaterland 'отечество, земля предков' (в отличие от Heimat 'родина') широко применялось в немецкой пропаганде, а затем и в контрпропаганде союзников. В книге А. Гитлера «Mein Kampf» рядом именно со словом «Отечество», а не «Родина», фигурируют такие слова как нация, народ, мораль, закон, война, враги, жертва, кровь, смерть. В результате не только Vaterland, но и соответствующее английское слово fatherland получило нацистские коннотации, и в нейтральных контекстах после войны предпочитается слово homeland. В самом немецком языке этого не произошло, и слово Vaterland по разу упоминается в обеих строфах современного гимна Германии.

## Понятия «Отечество» и «Родина»
Как в обыденном сознании, так и в значительной части научно-справочной и философской литературы понятия «Отечество» и «Родина» считаются почти тождественными, при этом предпочтение одного понятия другому нередко ангажировано (см. предыдущий раздел).
Однако, вообще говоря, Родина ассоциируется в первую очередь с природно-биологической стороной жизни индивидуума и такими понятиями как «родная природа», «свой народ», «близкие по духу люди», «своя культура», «образ жизни», «родной язык» — то есть является объективной духовной ценностью, первичной по отношению к личности и обществу. Отечество же связывается с социально-гражданской стороной: «сознательным устройством бытия», «государственным регулированием», «долгом», «правом» — и не существует в отрыве от политической организации общества. Отечество, следовательно, формируется в процессе совместного творчества отдельных личностей и общества в целом.
Описанное разграничение понятийных смыслов «Родины» и «Отечества» не является строгим, так как природное и социальное начала взаимосвязаны. То есть синонимизация данных понятий не противоречит объективной реальности и во многих контекстах уместна.

## Отечество и патриотизм
Понятие Отечества входит в число важнейших национальных ценностей в основные законы ряда стран, например, России и Чехии:

«Защита Отечества является долгом и обязанностью гражданина Российской Федерации»

Конституция Российской Федерации, статья 59

Полные решимости строить, хранить и развивать Чешскую Республику в духе неприкосновенных ценностей человеческого достоинства и свободы как отечество (vlast) равноправных свободных граждан, осознающих свои обязанности по отношению к другим и свою общую ответственность…

Конституция Чешской республики, Преамбула

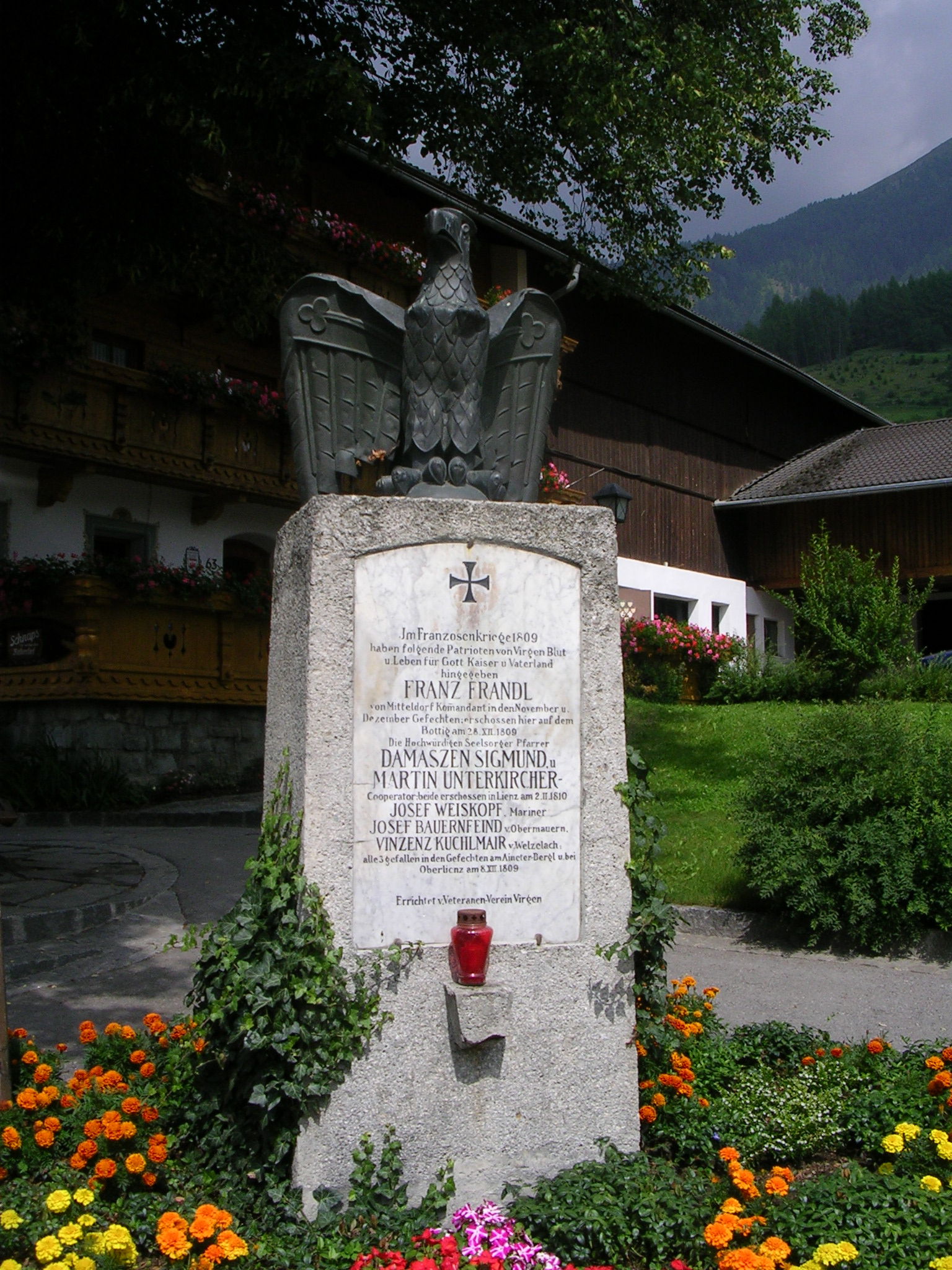
Памятник австрийским патриотам, павшим в борьбе с Наполеоном в 1809 г. «за Бога, Императора и Отечество (Vaterland)»

В комментарии к Конституции РФ указано: «Наименования Российская Федерация и Россия определены как равнозначные, то есть как синонимы. В том же смысле в преамбуле и в ст. 59 употреблены слова „Отечество“ и „Родина“».
Слово «Отечество» входит в состав припева Гимна СССР и Гимна РФ. Термин выступает как обозначение российского государства в ряде других названий: День защитника Отечества, орден «За заслуги перед Отечеством», школьный и университетский курс «История Отечества».
Согласно действующему Уставу внутренней службы Вооружённых Сил Российской Федерации: "Если командир (начальник) в порядке службы поздравляет военнослужащего или благодарит его, то военнослужащий отвечает командиру (начальнику): «Служу Российской Федерации», но до изменений 2008 года вместо «Служу Российской Федерации» использовалась формулировка «Служу Отечеству!».
Обсуждению соотношения понятий отечество и патриотизм посвящена статья Н. П. Овчинниковой «К вопросу о понятии „Отечество“».
Слово отечество (как и родина, Отчизна) часто пишется с маленькой буквы, причём такая традиция восходит в России к XVIII веку. «Согласно ломоносовской традиции, слово отечество пишется с маленькой буквы всюду, за исключением трагедий и словосочетания Отец Отечества».
В период войн призыв к защите Отечества широко использовался многими государствами (лозунг «Отечество в опасности» времён Французских революционных войн, «За Веру, Царя и Отечество» в России до 1917 года, «Социалистическое Отечество в опасности!» (февраль 1918 года), и др.). Сами освободительные войны в историографии нередко получают названия, связанные с Отечеством — Отечественная война 1812 года, Великая Отечественная война.

## «Отечество» в научном коммунизме
Согласно принятой в рамках научного коммунизма точке зрения, отношение к отечеству совершенно различно при капитализме и социализме. По сути, только при социализме понятие «отечество» приобретает тот смысл, который задаёт официальная пропаганда.
При капитализме, для правящего класса отечество неотделимо от введённых им эксплуататорских порядков, обеспечивающих элитарное положение данного класса, а социально-государственная сторона отечества безразлична. Буржуазное государство, закрепляющее подобные отношения эксплуатации, выступает как сила, враждебная работникам наёмного труда, широким массам трудящихся. В этом смысле трудящиеся при капитализме «не имеют отечества». Поэтому термин «защита отечества» и некоторые другие, демагогически используемые правящим классом в политически трудных ситуациях, для эксплуатируемого наёмного работника являются бессодержательными.
Противники научного коммунизма истолковывают утверждения об «отсутствии отечества» в том смысле, будто бы рабочему классу, его марксистским партиям чуждо чувство национальной гордости, ответственности за судьбы народа, родины. Это истолкование противоречит реальности, ибо коммунисты (в большей мере, чем буржуазия) доказали свой высокий патриотизм. Однако признание капиталистического отечества «своим» выглядело бы так же, как если бы раб объявил себя патриотом собственного хозяина. После свержения капитализма, отечеством для трудящихся масс выступает сам социализм как политический строй, как форма организации общественной жизни. Социализм как отечество защищали рабочий класс и все трудящиеся СССР в военные годы.

## В художественной литературе

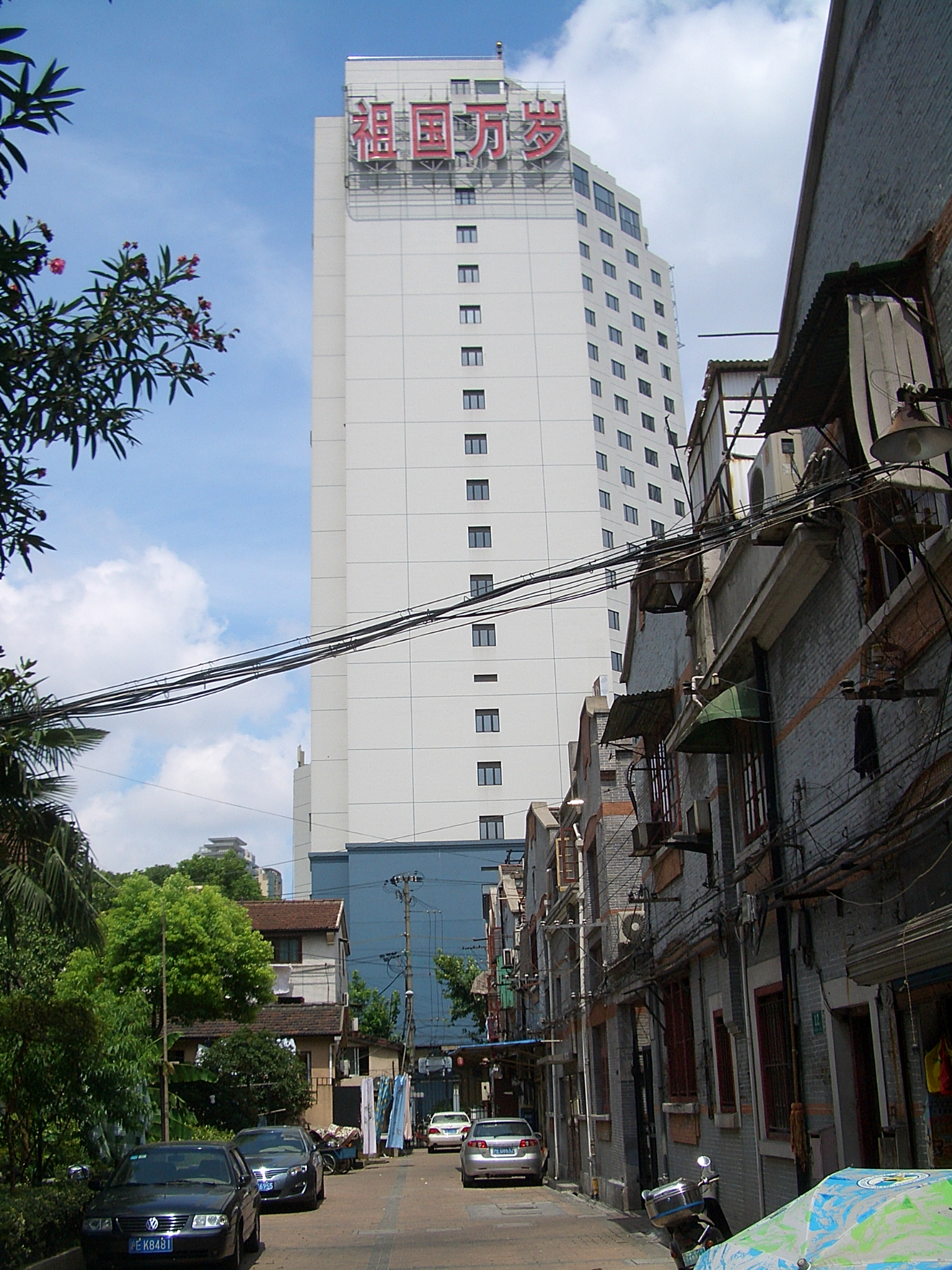
Лозунг «Да здравствует Родина!» («祖国万岁», «Цзуго ваньсуй») над Шанхаем

- Строка Державина «Отечества и дым нам сладок и приятен» (подражание Горацию) впоследствии была использована Грибоедовым в «Горе от ума» с перестановкой слов («И дым отечества нам сладок и приятен») и далее цитировалась другими поэтами, в том числе Тютчевым.
- Поэт Александр Пушкин в наброске «Два чувства дивно близки нам…», описывая прах предков, использовал определение «отеческим», используя его в значении родным. Дословно — любовь (почтение, уважение) к месту упокоения родных людей.

Два чувства дивно близки нам —
В них обретает сердце пищу —
Любовь к родному пепелищу,
Любовь к отеческим гробам.
Животворящая святыня!
Земля была <б> без них мертва,
Как ... пустыня
И как алтарь без божества.А.С. Пушкин